# Schalensteine in Estland

Kreise Estlands

Die 1750 Schalensteine in Estland liegen zu 95 % in den vier nordestnischen Kreisen Harju, Järva, Ida-Viru und Lääne-Viru.

## Nordestland

### Kreis Harju

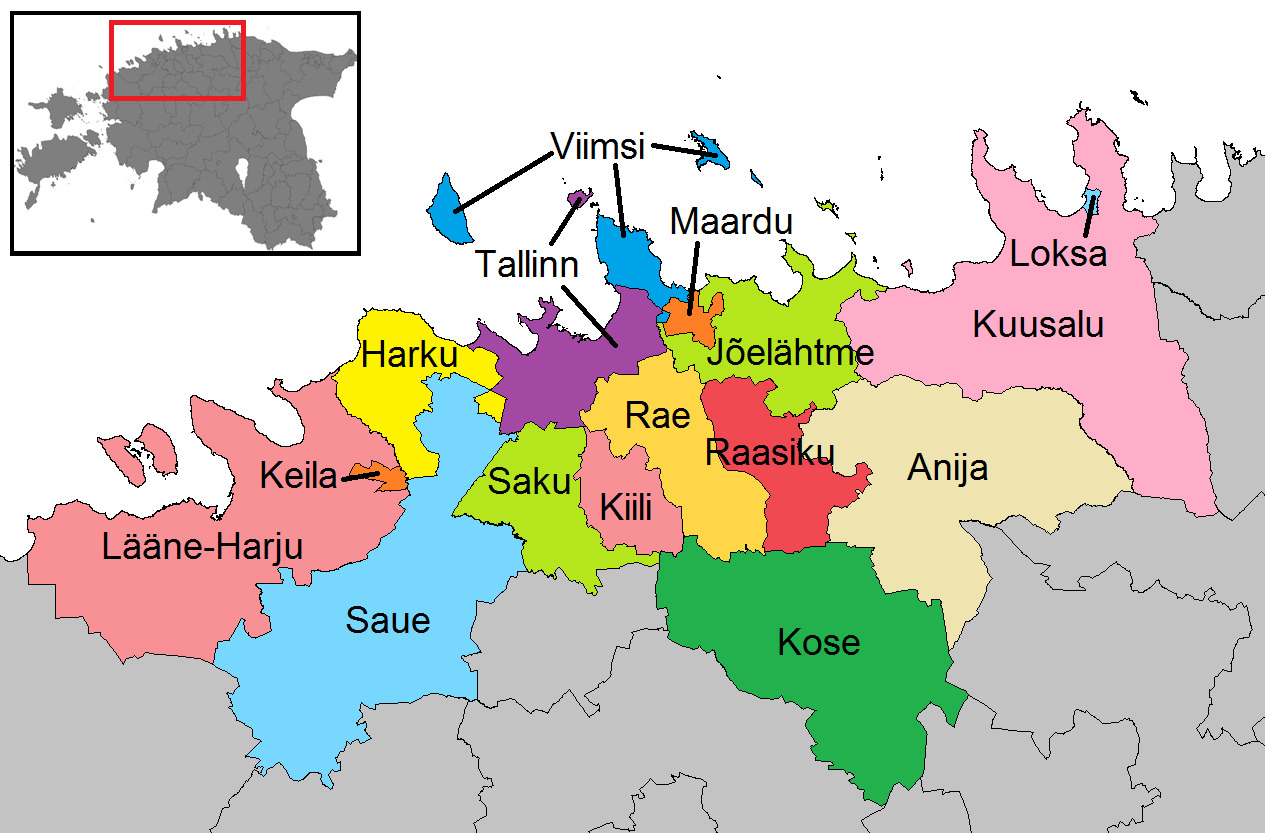
Kreis Harju

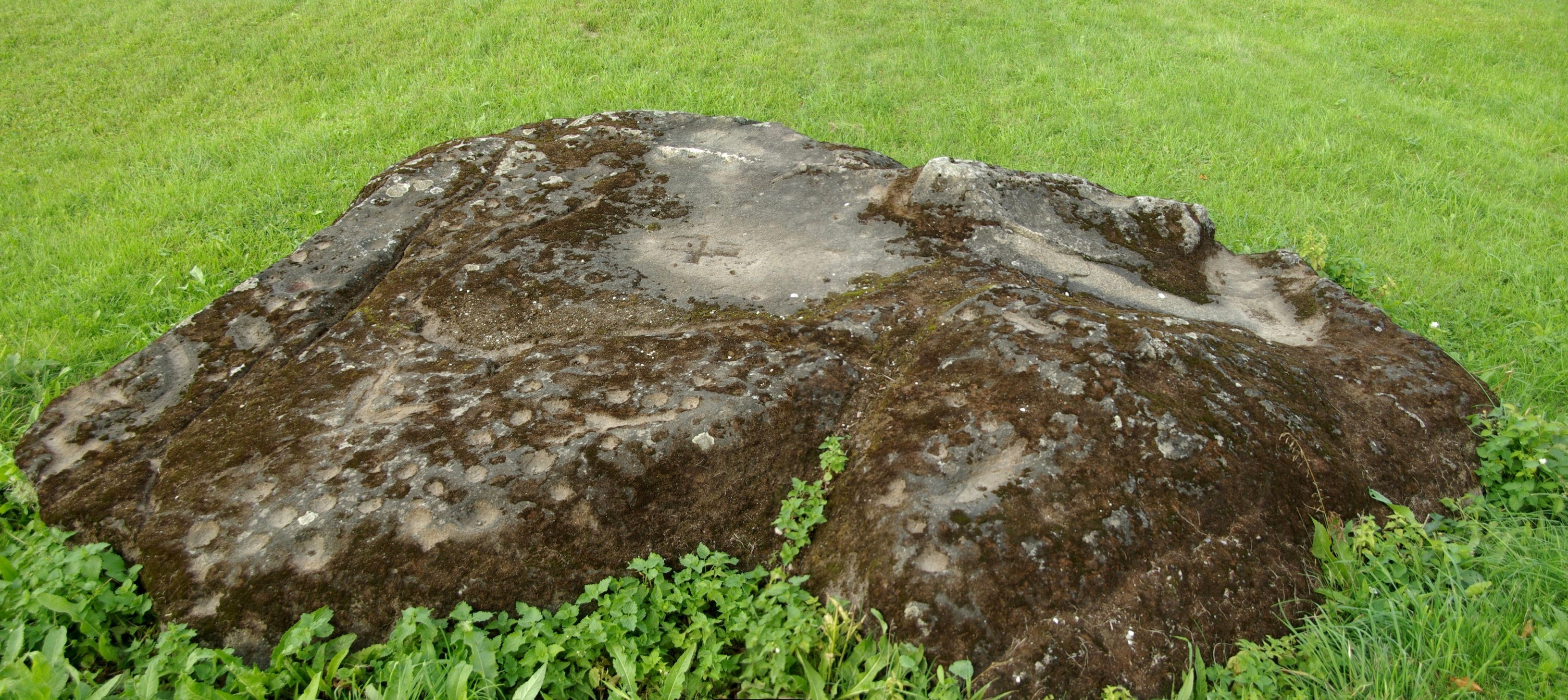
Hexenstein von Assaku

Das südöstlich von Tallinn gelegene Rae ist mit über 130 Schalensteinen, estn. "lohukivi" plur. "lohukivid" eine der reichsten Gemeinden Estlands. In den Dörfern Assaku und Lehmja wurde die größte Anzahl entdeckt. Der 1964 von Oskar Raudmets (1914–2003) entdeckte, 1998 unter Schutz gestellte Assaku Nõiakivi (Assaku-Hexenstein) in Assaku hat mit 405 Schälchen die größte Schälchenanzahl auf einem Stein in Nordeuropa.
In Kuusalu (deutsch Kusal) im Osten und in der Umgebung gibt es etwa 125 Steine. In Kuusalu selbst wurden mehr als 50 Steine unter Schutz gestellt. Der größere Teil der Kuusalu-Steine wurde jedoch zerstört. Der Besitzer der Kapa-Farm in Kuusalu hat Gustav Vilbaste (auch Vilberg; 1885–1967) berichtet, dass er Ende des 19. Jahrhunderts aus Unwissenheit fast 70 Steine zerstört hat, als er seine Felder von den Steinen befreite. In den Nachbardörfern Allika, Kiiu, Sõitme und Vaikla wurden etwa 50 Steine gefunden.
Weder im Nordosten von Kuusalu noch in der Umgebung des Dorfes Muuksi, wo sich mit mehr als 80 Steinkisten das größte Gräberfeld der frühen Eisenzeit in Estland befindet, oder in der Umgebung des Dorfes Uuri, wo sowohl Stein- als auch Tarandgräber entdeckt wurden, wurden Schalensteine entdeckt. Mehr als 50 Steine wurden in Harju-Jaani und etwa 70 In Kose gefunden. Die östlichsten Steine von Kuusalu befinden sich im Dorf Hirvli. Weiter östlich wurden keine gefunden. In Keila, westlich von Tallinn, wurden mehr als 120 Steine gefunden. Die meisten liegen östlich des Flusses Keila. Die etwa zehn Steine von Nissi liegen überwiegend im östlichen Teil. Im Westen des Kreises Harju wurden bisher keine Steine entdeckt.

### Kreis Rapla

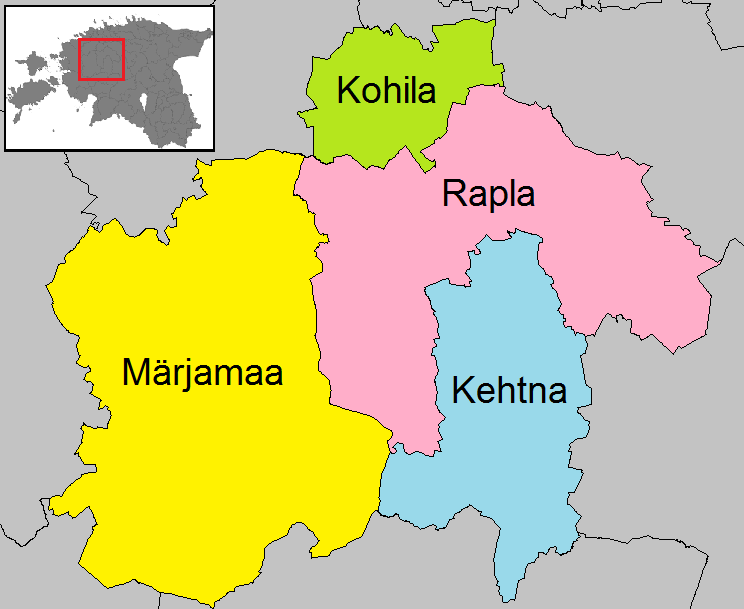
Kreis Rapla

Der südliche Teil des historischen Kreises Harju fällt weitgehend mit dem heutigen Kreis Rapla zusammen. Dort wurde eine Reihe von Schalensteinen gefunden. Die Region unterscheidet sich aber von anderen nord- und westestnischen Steingebieten dadurch, dass die Zahl der historischen Grabstätten aus der Bronze- und der vorrömischen Eisenzeit, die traditionell mit den Steinen verbunden sind, gering ist.
Die Mehrheit der fast hundert Schalensteine in Rapla befindet sich im nördlichen Teil rund um das Dorf Hagudi. Weiter südlich, in den Dörfern Nadalama und Ohekatku liegt eine weitere Stelle mit Steinen. Die 70 Steine in Hageri wurden in den Dörfern Adila, Hageri, Rabivere und Vilivere gefunden. In der Umgebung der Dörfer Angerja und Pahkla im östlichen Teil befindet sich eine etwas abgelegene Stelle mit Steinen. Die mehr als 50 Steine in Juuru befinden sich hauptsächlich im nördlichen Teil um die Dörfer Lõiuse und Pirgu.
Die Steinstandorte Nordestlands – der Kreis Harju auf der einen und die Kreise Virumaa und Järva auf der anderen Seite – sind durch ein steinleeres Gebiet von etwa 20 bis 30 km voneinander getrennt. In diesem sumpfigen Waldgebiet wurden keine archäologischen Denkmäler aus der Eisenzeit gefunden.

### Kreise Ida-Viru und Lääne-Viru
Nahezu 600 Steine, etwa 35 % der Gesamtzahl der Schalensteine Estlands, wurden im historischen Bezirk Virumaa gefunden. Im westlichen Teil des Bezirks (heute Lääne-Viru), wurden etwa 520 Steine entdeckt. Die meisten befinden sich in Haljala, Kadrina, Rakvere und in Viru-Nigula. 220 Steine liegen in Viru-Nigula und etwa 150 in Rakvere. Die Anzahl der Steine im nördlichen Teil der Gemeinde Viru-Nigula ist die größte in Estland – allein im Dorf Kutsala wurden mehr als 40 gefunden. Fast ebenso viele wurden im Dorf Pada gefunden. Die große Anzahl der in den Gemeinden Rakvere und Viru-Nigula gefundenen Steine kann darauf zurückzuführen sein, dass in der Gegend Ende der 1970er und Anfang der 1980er Jahre systematisch nach archäologischen Funden gesucht wurde.
Im östlichen Teil von Virumaa, dem heutigen Ida-Viru, wurden etwa 80 Steine gefunden. In Lüganuse liegen mehr als 40 Steine in der Nähe des Anwesens Aa und in den südlich des Anwesens gelegenen Dörfern Erra und Maidla.

### Kreis Järva

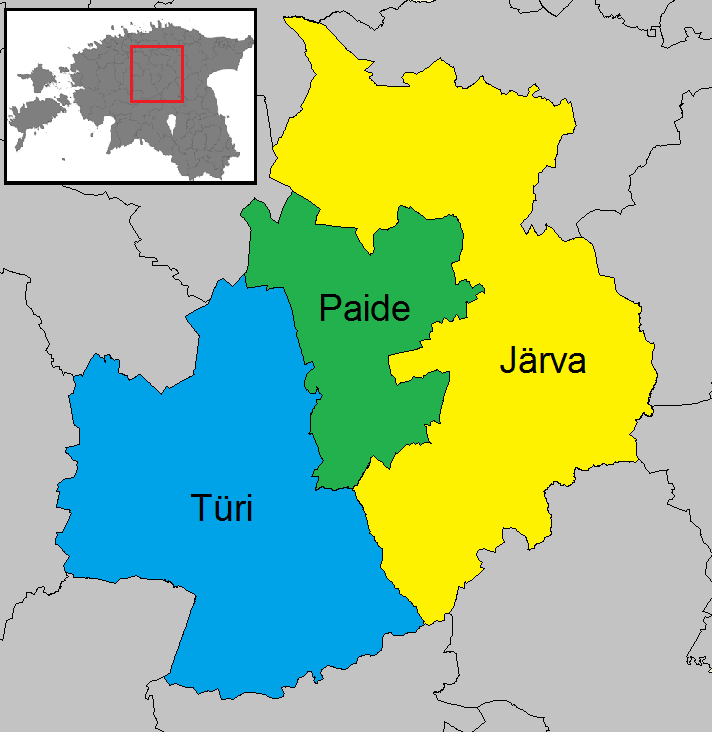
Kreis Järva

Aus dem Kreis Järva sind etwa 120 Steine bekannt, von denen sich mehr als 70 in Ambla befinden. Mehr als 30 der Ambla-Steine befinden sich in einem begrenzten Gebiet um die Dörfer Läste, Pruuna und Rägavere. In den Dörfern Ambla und Jõgisoo selbst wurden mehrere Steine gefunden. Die Steine von Järva-Jaani liegen hauptsächlich in den Dörfern Allikjärve, Jalgsema, Karinu, Roosna-Alliku und Valasti. Eine bedeutende Stelle mit mehr als 13 Steinen im südlichen Teil von Järva befindet sich im Dorf Koordi. In Väätsa liegen die drei südlichsten Steine des Kreises.

## Kreis Saaremaa
Die Kreise Lääne (estnisch Lääne maakond oder Läänemaa, „Westland“, deutsch Wiek oder Wieck) und Saaremaa (deutsch/schwedisch Ösel, dänisch Øsel) zählen 93 Steine. Auf Hiiumaa, der zweitgrößten Ostseeinsel Estlands, wurde keiner gefunden.
Auf den Inseln Saaremaa und Muhu wurden fast 60 Steine gefunden. Die Zahl könnte höher sein, da dort keine systematische Suche durchgeführt wurde, wie beispielsweise in Harju oder in Lääne-Virumaa. Die dichteste Verbreitung der Steine auf Saaremaa liegt in Kihelkonna, wo ihre Anzahl 10 beträgt.
Auf der kleinen Insel Vilsandi, vor Saaremaa, liegen die beiden westlichsten Schalensteine Estlands. Sie wurden 1974 von Vello Lõugas (1937–1998) entdeckt. Im östlichen Teil von Saaremaa, in Pöide und Valjala, befindet sich eine Reihe von Steinen. Interessanterweise wurden im Gebiet von Paatsa und Võhma in Mustjala auf Saaremaa, das für seine große Zahl archäologischer Denkmäler bekannt ist, und in dem weiten Gebiet im Westen der Insel keine Steine gefunden. Auch von der Halbinsel Sõrve im Süden wurden lange keine Steinfunde gemeldet, wobei das Gebiet reich an Grabstätten aus der Eisenzeit ist. 1995 fand Vello Lõugas am Rand einer großen Steinformation zwischen den Dörfern Easte und Kaugatuma zwei Steine. Einer der Steine hatte nur wenige Schälchen, der andere mehr als 60.
Auf der Insel Muhu wurden nur zwei Steine gefunden, von denen einer bereits Ende des letzten Jahrhunderts zerstört wurde.

### Kreis Lääne

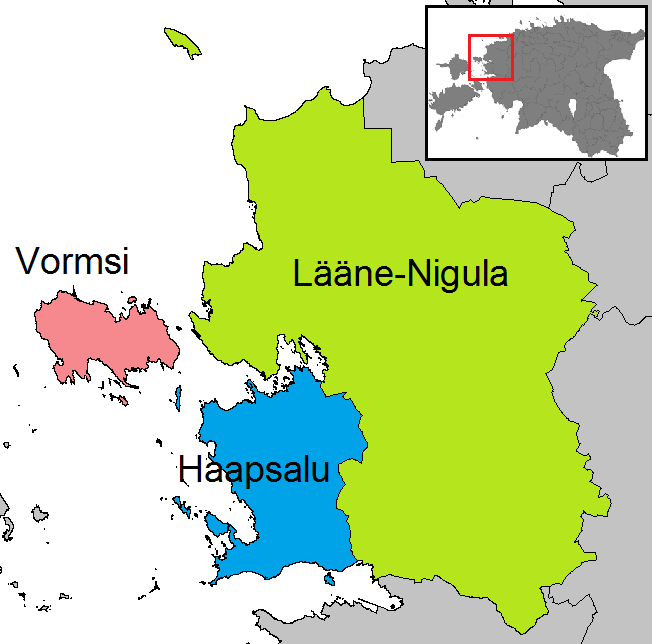
Kreis Lääne

Insgesamt wurden in zwei Regionen des Kreises Lääne 30 Steine gefunden. Rund um die Dörfer Auaste, Taebla und Uugla in Lääne-Nigula östlich von Haapsalu liegen mehr als 10 Steine. Die zweite Gruppe mit Lääne-Steinen befindet sich in Hanila und Karuse südlich der Bucht von Matsalu. Mehr als zehn von ihnen liegen in der Nähe des Dorfes Linnuse in Karuse.
Von der Insel Vormsi (deutsch Worms, schwedisch Ormsö, estlandschwedisch Årmse) sind keine Steine bekannt.

## Südestland
In den Kreisen Viljandi, Võru und Tartu in Südestland sind insgesamt 54 Steine gefunden worden. Die meisten liegen im nördlichen Teil der Kreise Tartu und Viljandi.

### Kreis Viljandi
In Viljandi wurden 25 Schalensteine gefunden. Das Gebiet mit den meisten Steinen befindet sich in der Nähe der Dörfer Kuiavere und Tääksi in Suure-Jaani, in denen es sechs Steine gibt. Ein weiterer Stein befindet sich in der Nähe der Dörfer Kuhjavere und Võhma. Im Dorf Aidu, in Paistu, wurden vier Steine entdeckt. Die Nachbardörfer Koera (Sultsi) und Muri haben jeweils einen.

### Kreis Tartu
Im Kreis Tartu wurden 24 Steine gefunden, die auf die Gemeinden Äksi, Kambja, Kursi, Laiuse, Nõo, Palamuse, Puhja und Torma verteilt sind.

### Kreis Võru
Im Kreis Võru sind nur vier Steine bekannt, von denen sich einer im Dorf Valgjärve in Kanepi und die anderen drei in den Dörfern Viru und Kõrgepalu in Rõuge in unmittelbarer Nähe befinden. Die Steine von Rõuge sind die südlichsten bzw. südöstlichsten Schalensteine in Estland.